# تام سالتا
تام سالتا (انگلیسی: Tom Salta؛ زادهٔ ) یک موسیقی‌دان است.
عمده فعالیت وی در زمینه ساخت موسیقی و تم بازی های رایانه ای نظیر "پابجی" است.